# Castellón de la Plana
Castellón de la Plana là một đô thị và thành phố tỉnh lỵ tỉnh Castellón, Cộng đồng Valencia, Tây Ban Nha. Đô thị Castellón de la Plana có diện tích 108,8 km², dân số theo điều tra năm 2010 của Viện thống kê quốc gia Tây Ban Nha là 180.690 người. Đô thị Castellón de la Plana nằm ở khu vực có độ cao 30 mét trên mực nước biển.